# Louis-Alexandre d'Yestre
 (mai 2013).
Si vous disposez d'ouvrages ou d'articles de référence ou si vous connaissez des sites web de qualité traitant du thème abordé ici, merci de compléter l'article en donnant les références utiles à sa vérifiabilité et en les liant à la section « Notes et références ».
Louis-Alexandre Moinet, comte d'Yestre (1681) est un aristocrate né le 16 novembre 1684 dans le château de Bourron à Bourron-Marlotte et est mort le 5 mai 1763 au château de Versailles. Il est nommé amiral de France à ses 41 ans. Il affronte par trois fois les Britanniques, une fois en 1744 au large du cap Sicié, une autre en 1747 lors de la seconde bataille du cap Finisterre enfin une dernière fois en 1750 aux côtes de la Normandie. 

## Origines et jeunesse
Né le 16 novembre 1684, Louis-Alexandre d'Yestre est le fils de Jean-Marie d'Yestre (1658-1724) et de Marie-Elisabeth d'Anfort (1669-1748).
Son père était un soldat employé dans la garde royale qui mourut au combat. Sa mère était quant à elle portée sur la littérature : elle passait ses journées à rédiger des poèmes et à tenir des salons. Elle était mécène de beaucoup de philosophes mineurs du mouvement des lumières. 
Louis-Alexandre d'Yestre fut envoyé à l'école janséniste à Paris et fut imprégné de gassendisme (philosophie atomistique mêlant épicurisme et scepticisme). Après ses études, il s'enrôla dans la marine royale en tant que sergent-chef.

## Carrière dans la marine royale
Louis-Alexandre d'Yestre monta très vite les échelons et devint en seulement 10 ans amiral de France.